# Океан-83
«Океан-83» — военно-морские манёвры Военно-Морского Флота СССР, проводившиеся в сентябре 1983 года. Стали крупнейшими по количеству задействованных гражданских судов.

## Предыстория
В апреле и мае 1983 года, Тихоокеанский флот США, во время крупных манёвров, выполняя замысел учений, действовал с таким расчётом, чтобы найти прорехи в советской разведке и раннем оповещении возможного нападения США на Тихом океане. Американцы, среди прочего, имитировали удары по советским атомным подводным лодкам. «Океан-83» и сухопутные учения, последовавшие вскоре, стали ответом Кремля. В сентябре того же года также началась очередная фаза операции РЯН.

## Задействованные силы и отдельные задачи манёвров
В манёврах участвовало более 40 надводных кораблей и большое количество подводных лодок. В ходе манёвров отрабатывались авиаудары по авианосным целям условного противника, а также удары по морским конвоям противника. В данных манёврах приняло участие наибольшее за всю историю советских военно-морских учений число судов советского торгового флота — около 40. Участие торговых судов было обусловлено тем, что помимо отработки ударов по конвоям условного противника, советским Военно-Морским Флотом проводилась такая же отработка действий по защите конвоев советских гражданских судов против ударов военно-воздушных и военно-морских сил капиталистических стран.

## Географический охват
«Океан-83» стали первыми после «Океан-75» манёврами советского Военно-Морского Флота, местом действия которых стал весь мировой океан. Отработка ударов по приближающимся к советским торговым судам авианосным ударным группам условного противника, развернулась в Норвежском море, в Северной Атлантике, на Балтике и в Средиземном море, в Индийском океане, Южнокитайском море и на Северо-западе Тихого океана.
В манёврах было задействовано также значительное количество самолётов военно-морской авиации с аэродромов, расположенных на Кубе, Эфиопии, Ливии, Сирии, Вьетнаме, и с территории Советского Союза.